# Iñaki Beaumont
Iñaki Beaumont Echeverría es un terrorista español, miembro de Euskadi Ta Askatasuna, detenido en 2000 cuando iba a perpetrar un atentado contra Miguel Ángel Ruiz Langarica, exconcejal de Unión del Pueblo Navarro en el Ayuntamiento de Pamplona. Conformaba junto a Jorge Olaiz Rodríguez, detenido un año después que él, el comando Amaiur.

## Biografía
Beaumont ya había estado en prisión en 1997 y se le había detenido también en París por participar en una manifestación con la que se brindó apoyo a los presos de la banda. El 24 de noviembre de 2000, el Cuerpo Nacional de Policía lo detuvo cuando, presuntamente y según las indagaciones policiales, planeaba atentar contra Miguel Ángel Ruiz Langarica, exconcejal de Unión del Pueblo Navarro en el Ayuntamiento de Pamplona. El Ministerio del Interior, en su balance del año 2000, describió así la detención:

El presunto miembro de la banda terrorista Iñaki Beaumont Echeverría, de 24 años, fue detenido por agentes del Cuerpo Nacional de Policía cuando presuntamente se disponía, acompañado de otro individuo que logró huir, al exconcejal de UPN en el Ayuntamiento de Pamplona Miguel Ángel Ruiz de Langarica. La detención se produjo alrededor de las 9:15 horas en la confluencia de las calles Martín Azpilicueta y Virgen de las Nieves del barrio pamplonés de San Juan. En ese momento, Beaumont y Jorge Olaiz Rodríguez esperaban en las proximidades de su domicilio al político regionalista, a la espera de que apareciese como todas las mañanas para ir a trabajar. Sin embargo, Ruiz de Langarica se encontraba de vacaciones y no siguió la rutina.

Agentes que se encontraban prestando servicio de contravigilancia en el entorno sospecharon de los dos individuos. Al acercarse a ellos, uno hizo ademán de sacar un arma. Los agentes se abalanzaron sobre él y lograron reducirle, mientras el otro logró huir a pie.
Lucha contra el terrorismo de ETA en España, por el Ministerio del Interior

Beaumont era miembro de Haika, organización juvenil de la izquierda abertzale que en 2001 sería ilegalizada por Baltasar Garzón al considerarla cantera de militantes de ETA y parte de su estructura. Beaumont y el huido Olaiz se habían entrevistado poco antes del intento frustrado de asesinato con el jefe de la banda, Javier García Gaztelu, alias Txapote, con el que habrían llegado a configurar una lista de hasta seis objetivos contra los que atentar, entre los que se encontraba la por entonces alcaldesa de Pamplona, María Yolanda Barcina, también de Unión del Pueblo Navarro. A Olaiz lo detendría la Guardia Civil un año después, el 27 de noviembre de 2001, tras un tiroteo en la capital navarra.
En prisión desde 27 de noviembre de 2000, la Secretaría General de Instituciones Penitenciarias, dependiente del Ministerio del Interior, decidió en diciembre de 2018 acercarlo desde el centro penitenciario de Granada en el que cumplía condena hasta una prisión de Soria.